# Коваленко (Северский район)
Ковале́нко — хутор в Северском районе Краснодарского края России.
Входит в состав Афипского городского поселения.

## География
Расположен в 20 км к юго-западу от Краснодара, на границе с Республикой Адыгея, по берегу реки Убин, вблизи её впадения в реку Афипс. В 2 км к северо-востоку находится Шапсугское водохранилище.
Уличная сеть
- ул. Колхоз Победы,
- ул. Колхозная,
- ул. Мира,
- ул. Молодёжная,
- ул. Победы,
- ул. Пролетарская,
- ул. Речная.

## Население
| 2002 | 2010 |
| ---- | ---- |
| 644  | ↘641 |

Национальный состав
Согласно результатам переписи 2002 года, в национальной структуре населения русские составляли 76 % из 644 жителей.

## Инфраструктура
Хутор обеспечен централизованным водоснабжением. 

## Транспорт
Автомобильный транспорт.